# Villa romana di Valdonega
La villa romana di Valdonega è un'abitazione edificata nel I secolo in un'area suburbana della Verona romana, nell'omonima vallata. Della struttura originaria, scoperta nel 1957 durante i lavori di costruzione di un condominio, si sono conservati tre ambienti affacciati su un portico a L, che probabilmente si apriva verso il cortile o il giardino.

## Descrizione
La lussuosa villa suburbana, situata fuori dall'impianto urbano di Verona romana, assecondava il pendio del terreno e quindi era verosimilmente articolata in diversi padiglioni posti su più livelli, potendo inoltre vantare una vista panoramica verso la città. Della villa originale sono stati ritrovati, durante gli scavi iniziati nel 1957, solamente tre ambienti affacciati su un ampio portico, in quanto il resto della struttura originaria si trova al di sotto di edifici moderni. Il porticato, a forma di L, era probabilmente aperto verso il cortile o il giardino dell'abitazione; lungo di esso si aprono le ampie finestre dell'abitazione mentre le colonne, di cui rimangono le basi, sono a distanze irregolari in modo da non ostacolare l'ingresso della luce all'interno degli ambienti. All'estremità settentrionale del portico vi sono dei gradini che conducevano ad ambienti collocati alle quote superiori.

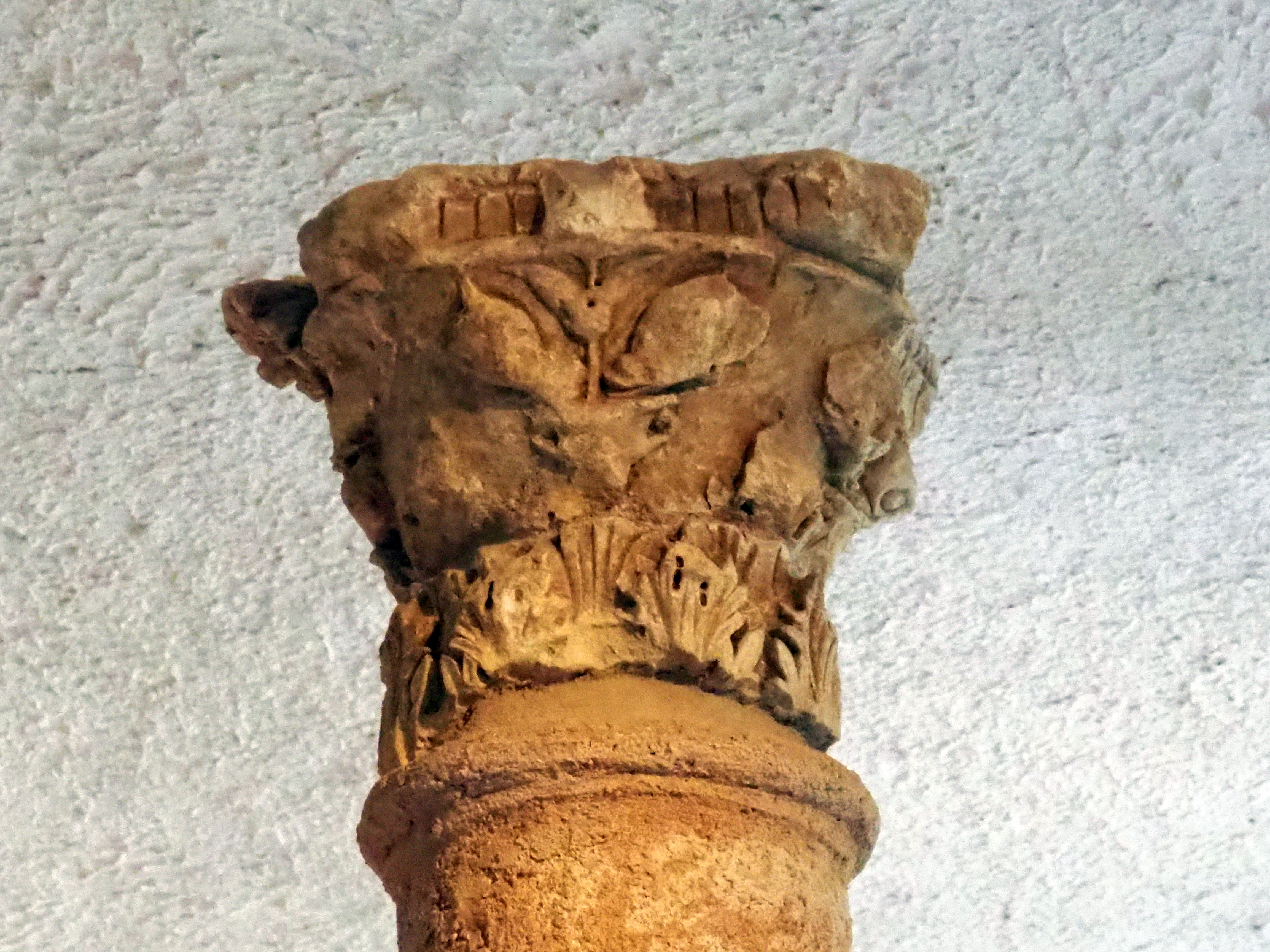
Il capitello decorato con delfini che ha permesso la datazione della struttura alla prima metà del I secolo.

L'ambiente principale è una sala rettangolare di grandi dimensioni destinata a triclinio, ovvero lo spazio in cui il proprietario pasteggiava con gli ospiti su tre letti posti a ridosso del colonnato. Tale ambiente è interpretato come oecus corinzio, una tipologia particolare di triclinio che trova diversi esempi di analoga struttura e decorazione nelle domus di Roma e Pompei. Questo ambiente presentava un colonnato su tre lati e, nell'unico lato privo di colonne, una porta affiancata da due finestre aperte verso Sud. Le colonne sono in pietra rosa con capitelli figurati, di cui ne è stato rinvenuto uno decorato con delfini e databile alla prima metà del I secolo. La parte centrale della stanza doveva essere coperta da una volta in incannucciato, fissata al tetto soprastante tramite tiranti in legno, mentre lo spazio interposto tra le colonne e i muri perimetrali era caratterizzato da una copertura piana. L'ambiente è pavimentato a mosaico, con tessere nere lungo il perimetro e bianche al centro, mentre gli spazi tra le colonne sono pannelli musivi caratterizzati da decorazioni policrome di foglie e uccelli, e decorazioni bicrome con varie figure vegetali. Sulle pareti vi era un affresco raffigurante un giardino.
Un secondo ambiente è separato da quello principale tramite un piccolo vano di transizione, per cui il suo unico affaccio verso l'esterno avveniva tramite un'ampia finestra panoramica rivolta verso il portico a L. Anche questa sala si presenta riccamente decorata: la pavimentazione a mosaico è bianca con una cornice nera lungo il perimetro, mentre le pareti sono affrescate con uno zoccolo bianco tra due fasce rosse, all'interno delle quali sono dipinte piante e uccelli, mentre nella fascia soprastante erano rappresentati numerosi altri soggetti, tra cui grifoni con cornucopie, maschere femminili e nature morte.
I due ambienti e lo spazio di transizione sono affiancati da un vano lungo e stretto, privo di aperture, ipoteticamente uno spazio di servizio destinato ad isolare le aree abitate dall'umidità del terreno del colle.